# 日経TEST
日経テスト（にっけいテスト）は日本経済新聞社が実施する経済力を問う試験である。

## 試験内容
- 問題は100問で試験時間は80分間
- 回答形式は四肢択一の選択式（マークシート形式）

## 採点方法
- スコアはTOEFLやITパスポート試験等と同様に「IRT」（項目応答理論）でスコアが算出される。上限1000点。TOEICやTOEFL同様に合格・不合格はない。

## 試験会場（2012年現在）
- 札幌・盛岡・仙台・東京・新潟・金沢・名古屋・大阪・広島・高松・福岡・熊本